# Samuel Samuelsson (präst)
Samuel Samuelsson, född 1730, död 22 juli 1804 i Linderås församling, Jönköpings län, var en svensk präst. 

## Biografi
Samuel Samuelsson föddes 1730. Han var son till kyrkoherden Samuel Samuelsson i Adelövs församling. Samuelsson blev 1750 student vid Lunds universitet och prästvigdes 1755. Han blev pastorsadjunkt i Edshults församling och 1757 i Adelövs församling. År 1772 blev han kyrkoherde i Lillkyrka församling och 1790 kyrkoherde i Linderås församling. Samuelsson utnämndes 1802 till prost. Han avled 1804 i Linderås församling.

### Familj
Samuelsson gifte sig första gången med Anna Sophia Westelius. Hon var dotter till kyrkoherden Petrus Westelius i Östra Ryds församling.
Samuelsson gifte sig andra gången med Margareta Wistrand. Hon var dotter till kyrkoherden Per Wistrand och Elisabeth Wigius i Rogslösa församling. Hon hade tidigare varit gift med kyrkoherden Zacharias Boman i Örberga församling.